# Cesare Montecucco
Cesare Montecucco (født 1. november 1947 i Trient) er en italiensk biolog og patolog. Han leder afdelingen for biomedicinsk forskning på Università degli Studi di Padova og beskæftiger sig med sygdomme, der skylde patologe bakterier. I 2011 fik han overrakt Paul-Ehrlich-und-Ludwig-Darmstaedter-Preis.

## Fodnoter
1. ↑  "Professor Cesare Montecucco to receive the 2011 Paul Ehrlich and Ludwig Darmstaedter Prize". Arkiveret fra originalen 27. juli 2011. Hentet 30. december 2011.